# 最高權威法令
《最高權威法令》（英語：Act of Supremacy）是英格兰议会于1534年、1558年通过的两項法令。1534年11月3日第一項《最高權威法令》通过之后，亨利八世获得了英国教会最高领袖的地位。该法案标志着英格兰宗教改革的开始，与罗马天主教会正式分离。1558年法令（1559年正式通過）则是为了确定伊丽莎白一世的教会最高领袖的地位。